# Mary Morello
Mary Morello (Marseilles, Illinois, 1 de octubre de 1923) es una activista estadounidense, conocida por fundar en 1987 el grupo anticensura Padres a favor del rock y el rap y por ser la madre del guitarrista de las bandas Rage Against the Machine y Audioslave, Tom Morello. A su vez, se la conoce por ser la mayor opositora de Tipper Gore en la batalla sobre censura musical en los años 80.
Es especialista en historia de África y América Latina por la universidad de Loyola, Chicago. Pasó la mayor parte de los años 50 enseñando inglés en varios países, entre ellos Alemania, España y Japón.
Vivió en Kenia entre los años 1960 y 1963, donde se casó con Ngethe Njoroge, un revolucionario que acabaría convirtiéndose en el primer delegado keniata ante las Naciones Unidas. En 1964 se mudó al barrio neoyorquino de Harlem, donde se divorciaría y daría a luz a Tom Morello, guitarrista de Rage Against the Machine. Se destacó en el ámbito de los derechos civiles al fundar Padres a favor del rock y el rap, así como con su oposición a la ley S.983 de "compensación a las víctimas de la pornografía". Asimismo ha trabajado con el Ejército de Salvación y con la Cuba Coalition, grupo que está en contra del bloqueo de los EE.UU a Cuba. Desde 1999 participa en una campaña a favor de la excarcelación de Mumia Abu-Jamal.
- Datos: Q3296220